# Чемоданы Тульса Люпера: Моавитская история
«Чемоданы Тульса Люпера: Моавитская история» (англ. The Tulse Luper Suitcases: The Moab Story) — полнометражный фильм Питера Гринуэя, первый фильм в серии «Чемоданы Тульса Люпера». Премьера состоялась на Каннском кинофестивале 2003 года. Фильм рассказывает о трёх эпизодах из жизни Тульса Люпера — выдуманного Гринуэем журналиста и писателя, проведшего большую часть жизни в тюрьмах.
Другой перевод названия фильма — «Моабская история» — не совсем корректен, так как теряет отсылку к тексту Ветхого Завета: в книге Бытия мы узнаём о народе моавитян, произошедших от Моава (англ. Moab), сына Лота и его старшей дочери (Быт. 19:36-37). Правильной формой прилагательного от Моав будет моавитский. Напр.: «И сказал Господь Моисею на равнинах Моавитских...» (Чис. 35:1)

## Сюжет
Фильм начинается с кастинга актёров, которые в дальнейшем будут участвовать в сценах, реконструирующих эпизоды из жизни Тульса Генри Пёрселла Люпера. Пробы сопровождаются вступительными титрами с именами создателей фильма. Мы видим детей, отбираемых на роль юного Тульса Люпера и его друзей детства, а также актёров на роли Тигровой Лилии, Джулиана Лефреника, Пэшн Хокмайстер, Эрика ван Хойтена и других персонажей.

### Эпизод 1:Ньюпорт,Уэльс,Великобритания,1921 год
Эпизод начинается с кадров хроники сражений Первой мировой войны, плавно переходящих в постановочные сцены детских послевоенных игр десятилетнего Люпера и его друзей. На экране появляется комментатор — специалист по жизни и творчеству Люпера Томас Аймокс. Он заявляет, что если бы Люпер был жив, то сейчас, в 2003 году, ему было бы 92 года.
Под уточняющие комментарии нам показывают как Тульс и его лучший друг, сын итальянского мороженщика Мартино Нокавелли, оторвавшись от остальной группы играющих детей, пишут углем свои имена на ветхой кирпичной стене на задворках Ньюпорта. У Мартино буквы получаются едва различимыми, в отличие от чёткой надписи Тульса. Пока Тульс дописывает своё имя, Мартино взбирается по приставной лестнице на верх стены. Внезапно стена обрушивается, но Тульсу удаётся выбраться из-под обломков. Он пускается бежать домой напрямик через чужие дворы, представляя себе их местами этапных сражений Первой мировой. Вырываясь из рук разгневанных соседей, он наконец-то достигает дома, где его поджидает отец. Айвор Люпер, участвовавший в сражениях, ныне работающий шахтёром, одержим идеей окончательного искоренения зла и рассержен постоянной игрой сына в войну. В наказание он запирает Тульса на два часа в угольном сарае. В сарае Тульс придумывает себе развлечение: достав из под груды угля пустой чемодан, он постепенно заполняет его 92 кусками этого «валлийского чёрного золота», в которых он угадывает очертания окрестного горного пейзажа и вершин, на которые ему ещё предстоит взойти. Это первый из 92-х чемоданов, которые Тульсу предстоит собрать за свою жизнь.
Через некоторое время друзья Тульса приходят его навестить, взяв с собой книги и газеты. В ответ на зов друзей Тульс говорит, что занят. Через дверцу в крыше Мартино влезает к Тульсу в сарай. Вместе они читают газетные комиксы про медвежонка Руперта и обсуждают девушек: Мартино называет своей девушкой датскую статую Русалочки, а Тульс — китаянку Тигровую Лилию, героиню комиксов о Руперте. Появляется Айвор Люпер. Он выгоняет Мартино из сарая и удваивает сыну время наказания.

### Эпизод 2:Моав,Юта,США,1934(1938) год
Люпер и Нокавелли приезжают в Америку на археологические раскопки. В штате Юта они ищут затерянные города мормонов. Отвлёкшись от раскопок, проводившихся друзьями в окрестностях города Моав, Люпер подглядывает в бинокль за купающейся на свежем воздухе девушкой. Его застаёт врасплох и берёт в плен под предлогом вторжения на частную территорию Перси Хокмайстер, муж девушки. Вытерпев издевательства семьи Хокмайстеров во главе с Джулианом Лефреником, Люпер бежит с их территории. Девушка, Пэшн Хокмайстер, подвозит Люпера на автомобиле Лефреника, её отца, но на первом же блокпосте Люпера арестовывают за совращение несовершеннолетней. Люпера сажают в моавитскую тюрьму под присмотром шерифа Фендера. С помощью Мартино, Пэшн и жены шерифа Люперу удаётся сбежать из тюрьмы, но вскоре его настигают Хокмайстеры. Перси жестоко избивает Тульса, пока его не останавливает Абель Готтшальк, другой член семьи Хокмайстеров. Человек суеверный, он нашёл необычное сходство между Люпером и ангелом Моронием, покровителем мормонов. Зная, что Тульс, вслед за отцом, желает «вытоптать зло», Готтшальк решает спонсировать Люпера и даёт ему чемодан с деньгами с просьбой проследить за нацистской авантюрой Лефреника. Хокмайстеры уезжают, оставив окровавленного Люпера одного.

### Эпизод 3:Антверпен,Бельгия,1938 год
Работая журналистом в Антверпене, Люпер собирает для Великобритании материалы об эскалации нацизма в Европе. Он снимает вместе с Мартино квартиру, в которой хранится огромное количество бумаг и ранних фильмов Люпера. 23 августа 1938 года покупавшего газеты в привокзальном киоске Люпера арестовывают члены национал-социалистической партии и передают в руки Эрика ван Хойтена, лидера антверпенского отделения партии. Ван Хойтен заключает Люпера в ванную комнату отеля при Центральном железнодорожном вокзале, начальником которого он является. Ван Хойтен ищет способы скомпрометировать Люпера. Он поручает своей племяннице, машинистке Сисси Колпитц, перевести «английские каракули» Люпера в удобочитаемый вид. В это время в Антверпен прибывает семья Хокмайстеров, уже вступившая в ряды нацистов. Люпер оказывается раздираем между интересами Хокмайстеров, ван Хойтена и его людей.

## Актёрский состав
| Роль                                                   | Актёр                                                  | Русский дубляж        |
| Основные персонажи                                     | Основные персонажи                                     | Основные персонажи    |
| ------------------------------------------------------ | ------------------------------------------------------ | --------------------- |
| 1. Тульс Люпер в молодости / Tulse Luper               | Джей Джей Филд                                         | Евгений Стычкин       |
| 1. Тульс Люпер в детстве / Tulse Luper                 | Ричард Паск / Richard Pask                             |                       |
| 2. Мартино Нокавелли в молодости / Martino Knockavelli | Дрю Маллиган / Drew Mulligan                           | Александр Колган      |
| 2. Мартино Нокавелли в детстве / Martino Knockavelli   | Шон Филлипс / Shaun Phillips                           |                       |
| 3. Мэйси Бриттлстоун / Macey Brittlestone              |                                                        |                       |
| 4. Райан Арбетнок / Ryan Arbuthnok                     |                                                        |                       |
| 5. Айвор Люпер / Ivor Luper                            | Уинстон Эванс / Winston Evans                          | Александр Филиппенко  |
| 6. Кэрри Люпер / Carrie Luper                          |                                                        |                       |
| 7. Кэппи Люпер / Cappie Luper                          |                                                        |                       |
| 8. Датская Русалочка / The Danish Mermaid              |                                                        |                       |
| 9. Тигровая Лилия / Tiger Lily                         |                                                        |                       |
| 10. Пэшн Хокмайстер / Passion Hockmeister              | Каролин Даверна / Caroline Dhavernas                   | Амалия Гольданская    |
| 11. Перси Хокмайстер / Percy Hockmeister               | Скот Уильямс / Scot Williams                           | Сергей Фролов         |
| 12. Джулиан Лефреник / Julian Lephrenic                | Йорик ван Вагенинген / Yorick van Wageningen           | Владимир Стеклов      |
| 13. Абель Готтшальк / Abel Gottschalk                  | Кевин Тай / Kevin Tighe                                | Эдуард Марцевич       |
| 14. Шериф Том Фендер / Sheriff Tom Fender              | Том Бауэр / Tom Bower                                  |                       |
| 15. Ма Фендер / Ma Fender                              | Барбара Тарбак / Barbara Tarbuck                       | Юлия Рутберг          |
| 16. Джо Мастерзингер / Joe Mastersinger                | Сальваторе Франческо Гуссо / Salvatore Francesco Guzzo | Александр Леньков     |
| 17. Софи ван Остерхёйс / Sophie van Osterhuis          | Мишель Бернье / Michèle Bernier                        | Марина Голуб          |
| 18. Гумбер Флинт / Gumber Flint                        |                                                        |                       |
| 19. Стефан Фигура / Stephan Figura                     | Рэймонд Дж. Барри / Raymond J. Barry                   | Валерий Баринов       |
| 20. Гюнтер Зелоти / Günter Zeloty                      | Стивен Макинтош / Steven Mackintosh                    | Николай Добрынин      |
| 21. Сезам Исав / Sesame Esau                           | Найджел Терри / Nigel Terry                            |                       |
| 22. Йорис Салмон / Joris Salmon                        |                                                        |                       |
| 23. Фастидьё / Fastidieux                              | Дебби Харри / Debbie Harry                             |                       |
| 24. Сисси Колпитц / Cissie Colpitts                    | Валентина Черви / Valentina Cervi                      | Евгения Добровольская |
| 25. Эрик ван Хойтен / Erik van Hoyten                  | Джек Вутерс / Jack Wouterse                            | Александр Семчев      |
| 26. Ян Пальмерион / Jan Palmerion                      | Жорди Молья / Jordi Mollà                              | Владимир Виноградов   |
| 27. Флорис Крепс / Floris Creps                        | Джей Джей Филд                                         | Евгений Стычкин       |
| Второстепенные персонажи                               |                                                        |                       |
| Миссис Уоррен / Mrs. Warren                            | Марлен Гриффитс / Marlene Griffiths                    |                       |
| Ганс Хайнер / Hans Heiner                              | Enrique Alcides                                        |                       |
| Зелке / Zelke                                          | Амелия Уайт / Amelia White                             |                       |
| Люпероведы                                             |                                                        |                       |
| Томас Джон Аймокс / Thomas John Imox                   | Майкл Калкин / Michael Culkin                          | Михаил Швыдкой        |
| Артуро Бальдерманн / Arturo Baldermann                 |                                                        | Сергей Шолохов        |
| Гордон Меровиан / Gordon Merovian                      |                                                        |                       |
| Жак Аппенхост / Jacques Appenhost                      |                                                        | Кирилл Разлогов       |
| Макс Эллис Тотоси / Max Ellis Totosy                   |                                                        |                       |
| Блез Пуаньяр / Blaise Poignard                         |                                                        |                       |
| Конни ван Доэстер / Connie van Doester                 |                                                        |                       |
| Альфонс Фенгетти / Alphonse Fengetty                   |                                                        | Виктор Матизен        |
| Константино де Рипа / Constantino de Ripa              | Роджер Нотт / Roger Nott                               | Армен Медведев        |
| Ленни Картушер / Lennie Cartoucher                     |                                                        |                       |
| Иден Лесли / Eden Lesley                               |                                                        | Павел Любимцев        |

Люпероведов также озвучивали Даниил Дондурей, Сэм Клебанов, Александр Андриенко, Andreas Gude, Пётр Шепотинник.